# Ulnutín
Ulnutín fou una fortalesa armènia a la Taronítida, després principat de Taron. Estava situada a uns 50 km al nord-oest de Muix, capital del Taron.
L'Imperi Romà d'Orient la va adquirir poc abans del 940 dels prínceps Bagrat II i Asoci III de Taron, a canvi de terrenys més extensos però menys fortificats a Celtzene provinents de la branca dels Tornicis de Taron que els havien cedit voluntàriament. La van perdre el 1071 després de la batalla de Mantziciert, quan va passar als turcs seljúcides.